# 구엘타

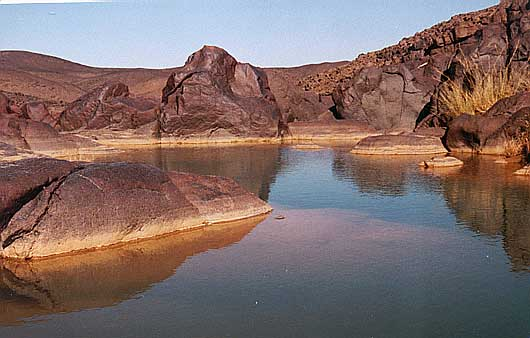
구엘타의 모습.

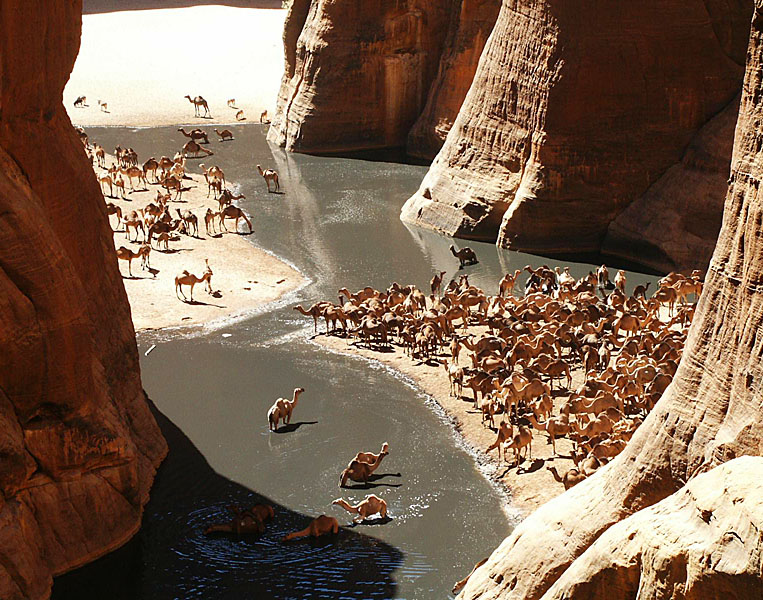
차드 구엘타 다르쉐의 낙타들.

구엘타(아랍어: قلتة)는 사하라 사막의 물길 또는 와디에 생성되는 수역을 의미한다. 구엘타의 크기와 지속되는 기간은 위치와 상태에 따라 다르다. 만약 샘 등으로부터 물이 공급된다면, 구엘타는 일 년 내내 건기까지도 지속될 수 있다. 강(와디)이 마르면 그 물길을 따라 수역이 남아있기도 한다. 서사하라에서는 구엘타가 오아시스에 해당한다.
구엘타의 예시로는 차드의 구엘타 다르쉐, 니제르의 티미아 등이 있다.

## 같이 보기
- 오아시스
- 우각호